# Трудноћа код мушкараца
Трудноћа код мушкараца је инкубација једног или више ембриона или фетуса од стране мушких припадника неке врсте. Већина врста које се размножавају полним размножавањем су хетерогамне - женке производе веће гамете (јајне ћелије) и мужјаци производе мале гамете (сперму). У скоро свим животињским врстама, потомство женка носи до рођења, али у рибама из породице Морских коњића и морских шила (Syngnathidae) ту функцију обављају мужјаци.